# Интеллектуальный капитал
Интеллектуальный капитал — знания, навыки и производственный опыт конкретных людей  и нематериальные активы, включающие патенты, базы данных, программное обеспечение, товарные знаки и др., которые производительно используются в целях максимизации прибыли и других экономических и технических результатов.

## Теория фирмы, основанной на знаниях
Разные сочетания способов увеличения производительных сил экономической системы определяют её структуру и динамику развития. По определению К. Маркса, 22«Экономические эпохи различаются не тем, что производится, а тем, как производится, какими средствами труда». В этой связи значимость отдельных видов ресурсов изменяется по мере перехода от доиндустриальной к индустриальной, и от неё — к постиндустриальной технологии.
В доиндустриальном обществе приоритет принадлежал природным и трудовым ресурсам, в индустриальном — материальным, в постиндустриальном — интеллектуальным и информационным ресурсам. В настоящее время технологическая революция с информационными технологиями в центре заново формирует материальную основу общества. В новой информационной экономике — экономике, основанной на знаниях, источник производительности заключается в технологии генерирования знаний.
Понятие «информационная экономика» (как и информационное общество) было введено в научный оборот в начале 1960-х годов. Оно стало фактически общепризнанным по отношению к сложившейся в западном мире реальности. Знания и информация являются критически важными элементами во всех экономических системах, так как процесс производства всегда основан на некотором уровне знаний и на обработке информации.
Согласно определению К. Маркса, «Развитие основного капитала является показателем того, до какой степени всеобщее общественное знание [Wissen, knowledge] превращается в непосредственную производительную силу, и отсюда — показателем того, до какой степени условия самого общественного жизненного процесса подчинены контролю всеобщего интеллекта и преобразованы в соответствии с ним».
Современное изменение технологической парадигмы рассматривают как сдвиг от технологии, основанной главным образом на вложении дешёвой энергии, к технологии, основанной преимущественно на дешёвых вложениях знания и информации, ставших предметом и средством труда. Впервые в истории человеческая мысль прямо является производительной силой, а не просто определённым элементом производственной системы. Характеризуя условия формирования массового производства, К. Маркс отмечал: «впервые в крупных масштабах подчиняет непосредственному процессу производства силы природы … Эти силы природы как таковые ничего не стоят». В условиях новой постиндустриальной экономики изменились не виды деятельности человечества, а технологическая способность использовать в качестве прямой производительной силы то, что отличает человека от других биологических созданий, а именно способность обрабатывать и понимать символы.
Вместе с тем в этих новых экономических условиях особую актуальность приобретает положение К. Маркса о важности индивидуальных знаний в применении науки «для анализа процесса производства (традиционных сведений, наблюдений, профессиональных секретов, полученных экспериментальным путём), — это её применение в качестве применения естественных наук к материальному процессу производства точно так же покоится на отделении духовных потенций этого процесса от знаний, сведений и умения отдельного рабочего, как концентрация и развитие [материальных] условий производства и их превращение в капитал». По существу здесь перечислены понятия, формирующие современную категорию «нематериальные активы».
Функции экономики заключаются в создании богатства, способного удовлетворять материальные потребности людей. Чтобы создать такое богатство, люди используют имеющиеся у них для этого возможности («ресурсы»). Для обозначения многообразия форм этих богатств в современной экономической науке используются понятия «ценность» (value), «богатство» (wealth), «польза, благо» (benefit), извлечение выгоды, прибыли.
Экономические результаты являются основным индикатором эффективности ИК и подразумевают получение на его основе различных форм экономической, социальной, политической или экологической выгоды или новой стоимости. В условиях фирмы, целью которой чаще всего является максимизация прибыли, эта стоимость принимает форму дополнительной прибыли, генерируемой ИК.
Вместе с тем контент-анализ публикаций в области управления знаниями и интеллектуальными ресурсами в целом показывает, что в современной теории экономики, основанной на знаниях, объектом исследований является структура «интеллектуальный капитал — научно-технический прогресс» (ИК—НТП). Эта дихотомия в гносеологическом аспекте с позиций теории систем не является системой, так как представляет только структуру «вход—выход». И в этом случае рассматривается только субстантивный аспект ИК (что делает и что получается), а процедурный (как делается) — производство тех или иных экономических, технических и др. результатов, формирующий систему «вход—процессор—выход», отсутствует. При этом новые технические решения (инновационная рента НТП) фактически рассматривается как единственная форма результатов, генерируемая ИК.
В гносеологическом плане следствием использования такой структуры является исследование только трёх аспектов ИК:
- коммуникативного — организация процессов передачи существующих знаний, в том числе разработка информационных технологий;
- финансового — инвестиции в науку;
- правового, связанного с охраной прав собственности на интеллектуальные активы.

Всё это значительно упрощает, но вместе с тем и снижает ценность такой онтологической модели ИК, так как она не позволяет исследовать механизмы генерирования экономических результатов и воспроизводства ИК.
Одновременно, существующая теория фирмы представляет собой детерминированную модель, в то время как внешняя среда и большинство достаточно крупных фирм является стохастическими системами и в соответствии с кибернетическим законом необходимого разнообразия такая модель может быть полезной только для анализа отдельных статических ситуаций, так как фирма, не обладающая необходимым уровнем разнообразия и стохастическими свойствами, не способна выжить в реальных условиях рыночной экономики. Такая онтологическая модель экономики, основанной на знаниях сводит её в плоскость инновационной экономики с единственной формой приращения стоимости (получения ценностей) в виде новых технических результатов. Вместе с тем следует выявить связь между нематериальными активами и результатами производства. Необходимы новые теории фирмы, которые могли бы помочь наглядно оценить вклад нематериальных активов в производственный процесс и включить их в стратегическое и оперативное управление предприятием (менеджмент).
В этой связи для системного анализа прагматического аспекта ИК фирмы требуется разработка гносеологических и онтологических моделей системы «ИК — генерирование результатов — стоимость» и составляющих её подсистем, учитывающих стохастический характер процессов, протекающих в фирме и во внешней среде и определяющих эффективность производства. Отсюда следует, что идеализированным объектом теории фирмы, основанной на знаниях является система «ИК — генерирование результатов — стоимость», а её предметом исследований — генерирование прибыли и воспроизводство ИК фирмы.
Фирма как производственное звено является ключевым элементом неоклассической традиции микроэкономического анализа. В онтологическом аспекте фирма рассматривается как механизм превращения затрат труда, капитала и природных ресурсов в готовую продукцию, представляющую собой товары и услуги, произведённые для удовлетворения человеческих потребностей. При этом под капиталом традиционно понимают только его материальные или денежные формы. Отсутствие фактора ИК в теории фирмы снижают адекватность и познавательную ценность принятых на её основе микроэкономических моделей. Следовательно, в условиях неоэкономики научное знание получает бинарное представление: гносеологическое как методологического инструментария теории фирмы и онтологическое как фактора производства. В гносеологическом аспекте фирмы представляют логические модели экономических процессов, сформированные в рамках теории фирмы. Методологическую базу исследований онтологии и гносеологии фирмы составляют концепции экономической науки, развивающиеся в её классической, институциональной и эволюционной теориях.
Несмотря на то, что исторически практическое использование определённых форм, образующих интеллектуальный капитал, связано с началом производственной деятельности человека, в научный оборот понятие «интеллектуальный капитал» введено сравнительно недавно. Чаще всего это понятие обозначает нематериальные активы, стоимость которых составляет разность рыночной цены фирмы и стоимости её материальных активов. Вместе с тем категория ИК должна определяется выделенным К. Марксом фундаментальным свойством категории «капитал» как самовозрастающей стоимости. К. Маркс, моделируя трансформацию денежной и товарной форм стоимости, выделяет эффект её самовозрастания в процессе производства, где она «изменяет свою величину, присоединяет к себе прибавочную стоимость, или возрастает. И как раз это движение превращает её в капитал».
Для ответа на вопросы о возможностях ИК необходимо детальное изучение структуры знания фирмы и методов их использования, что также обеспечит понимание существующих и потенциальных будущих возможностей фирмы. При этом возможности фирмы могут быть выражены через инструментарий, обеспечивающий фильтрацию информации и ассимиляцию новых знаний с предшествующим знанием, и преобразование этих знаний в коммерческие результаты.

## Эволюция и типология интеллектуального капитала фирмы
Вопрос об источниках производительности ресурсов является краеугольным камнем классической политэкономии, так как именно производительность движет экономический прогресс. Человечество управляло силами природы и постепенно сформировалось в самостоятельную культуру лишь путём увеличения отдачи на единицу ресурса в единицу времени. Этот вопрос всё ещё остается основным предметом исследований, касающихся реальной экономики, в рамках этого направления экономической теории. Разные способы увеличения производительности определяют структуру и динамику отдельной экономической системы. И поскольку имеется новая экономика, основанная на знаниях, то необходимо отметить новые с исторической точки зрения источники производительности, которые делают эту экономику особенной. При рассмотрении процесса исторического развития новой информационной экономики открывается весьма сложная картина.
Способность использовать интеллектуальные ресурсы и создавать новые решения для удовлетворения человеческих потребностей начинает занимать центральное место в экономике, основанной на знаниях. Человеческое знание и возможности всегда были в ядре создания стоимости, но этот трюизм стал более очевиден в век информации, где умственный компонент работы становится всё более и более важным. Традиционно при анализе индивидуального и общественного производства не уделялось особого внимания ИК, рассматривались более осязаемые материальные активы, и компонент знания в цепочке создания экономической выгоды был затенен тенденцией определения бизнеса как преимущественно материальной деятельности. Однако потенциальные преимущества, выражающиеся в том, что ИК формирует больший доход (в частности посредством использования лицензионных технологий) со временем изменили этот подход. Интеллектуальные активы существуют в различных формах, и их эффект ограничен только способностями людей использовать его. Возможности управления человеческим интеллектом и конвертации его в полезные товары и услуги становится критической компетенцией в современном бизнесе. Применение знаний для обеспечения конкурентоспособности стало все более и более важным в организационных стратегиях. Возрастает интерес к ИК, творческому потенциалу, инновациям и организационному обучению.
Попытки анализа феномена знания в бизнесе прослеживаются на всех этапах его развития. Ф. У. Тейлор в своей школе «научного управления» начал формализовать опыт и навыки рабочих в объективное и научное знание, не осознавая при этом, что решение рабочего было источник нового знания. Честер Барнард изучал значение «поведенческого знания» в процессах управления. П. Друкер, вводя термин «интеллектуальный работник» (англ. knowledge worker), позже утверждал, что в «обществе знания» базисным экономическим ресурсом уже являются знания, а не капитал, природные ресурсы или рабочая сила. В дальнейшем он отмечал, что «знание стало ключевым экономическим ресурсом и доминантой — и возможно даже единственным источником конкурентного преимущества». Это следует из его утверждения, что увеличение производительности на основе знания представляет большую задачу менеджмента XX века, наравне с инновациями и увеличением производительности при сплошной индустриализации процессов ручного труда. Знанию отдаёт приоритет и А. Маршалл, утверждая, что капитал составляют в большей части знания и организация, и знание является самым мощным двигателем производства.
Новые информационные технологии являются не просто инструментом в процессе их применения, они развиваются при их использовании, в силу чего в какой-то мере исчезает различие между их пользователями и создателями. Отсюда следует новое соотношение между социальными процессами создания и обработки символов (культура общества) и способностью производить и распределять товары и услуги (производительные силы). Так, появление Интернета обеспечило формирование и развитие электронного бизнеса, что коренным образом изменяет экономику, рынки, промышленные структуры, характер продуктов и их потоки, рабочие места и рынки рабочей силы. Изменились не виды деятельности человечества, а технологическая способность использовать в качестве прямой производительной силы то, что отличает человека от других биологических созданий, а именно способность обрабатывать и понимать символы.
В работах отечественных авторов и переводах зарубежных публикаций совокупность объектов, включаемых в состав ИК, называют активами, так же как в структуре материальных и финансовых ресурсов в бухгалтерском балансе. Вместе с тем за термином «актив» закреплены определённые экономические и правовые атрибуты, какими не обладает доминирующий ресурс ИК — знания. Для того, чтобы обеспечить семантическую тождественность исследуемых объектов ИК необходимо использовать более широкое понятие — авуары, с выделением в их структуре активов — объектов, соответствующих этому понятию. Авуары — материальные и нематериальные ресурсы производства, не обязательно обладающие ликвидностью и являющимися объектами собственности, в том числе активы, представляющие одну из сторон бухгалтерского баланса, отражающую в денежном выражении все принадлежащие фирме материальные и нематериальные ценности. В этом случае ИК фирмы включает и материальные авуары, и активы типа патентов, торговых марок, операционных технологий и компьютерных программ, и неосязаемые авуары — знания, технические навыки, компетентность и деловые возможности сотрудников.
Ресурсы ИК объединены в три группы: человеческие авуары, структурные и рыночные авуары и активы. Человеческие авуары включают совокупность индивидуальных и коллективных знаний персонала фирмы, компетенцию — знание и опыт в конкретной области, творческие способности, технологические и управленческие навыки и т. п. Рыночные активы и авуары связаны непосредственно с операциями на рынке и обеспечением конкурентных преимуществ фирмы. Структурные активы и авуары обеспечивают успешное функционирование основного производства.
Среди человеческих авуаров в первую очередь обычно называют «знания», но гносеологические и онтологические атрибуты этого понятия не конкретизируются. При этом фактически происходит отождествление понятий «знание», «информация» и «базы данных». Таким образом, рассматриваются только субстантивные аспекты «знания», а процедурные аспекты подразумеваются только на технологическом уровне ноу-хау. Вследствие этого в структуру ИК не включены общенаучные, экономические и математические методологии и методы. Эти методологии и методы не имеют отраслевых ограничений (как ноу-хау) и ограничений, связанных с правами собственности. Они являются результатом прошлого исключительно интеллектуального труда (в большинстве случаев — неоплаченного). Приобретение и использование этого интеллектуального ресурса не связано с какими-либо издержками и, соответственно, в отличие от традиционных факторов производства они не переносят свою стоимость на вновь созданный продукт и не увеличивают его себестоимость. Эти авуары вследствие своей неограниченной распространённости не обладают ликвидностью и имущественными правами, их наличие в той или иной форме не может оказать влияние на рыночную стоимость фирмы. Тем не менее, они являются ресурсом и производственным фактором. По своей экономической сущности знания являются идеальным возобновляемым ресурсом, производство и эксплуатация которого также является идеальным. При соответствующих условиях их применения они обеспечивают извлечение дополнительной экономической выгоды. Эти новые стоимости создаёт интеллектуальный труд менеджеров.
Таким образом, общенаучные, экономические и математические методологии и методы обладают основным свойством капитала — производить новые стоимости — и должны быть включены в структуру ИК. Формально эти авуары образуют базу методологических знаний, которая в равной мере может включаться в состав человеческих и структурных авуаров ИК. Разработанная в соответствии с изложенными подходами типология авуаров и активов ИК представлена в таблице 1.
| Человеческие                                                                                       | Структурные | | Рыночные | |
| -------------------------------------------------------------------------------------------------- | --- | --- | --- | --- |
| авуары                                                                                             | авуары | активы | авуары | активы |
| Знания Образование Квалификация Базы методологических знаний Опыт Навыки Личные знакомства и связи | Базы данных Базы методологических знаний Программное обеспечение Корпоративная культура Стратегия управления Сетевые системы связи Информационные технологии | Базы данных Базы знаний Программы для ЭВМ Патенты на изобретения, промышленные образцы и сорта Авторские права Информационные технологии Ноу-хау: коммерческие, технологически, финансовые | Марки товаров Контракты и соглашения: франшизные, лицензионные Покупательская приверженность Деловое сотрудничество Портфель заказов Отношения с финансовыми кругами | Гудвилл: товарный знак, фирменное наименование, право пользования наименования места происхождения товара, марки качества, марочное наименование Франшизы Лицензии Контракты |

Как видно из таблицы, в зависимости от конкретной ситуации отдельные интеллектуальные ресурсы могут одновременно являться и активом, имеющими соответствующие балансовые цены и имущественные права, и авуарами, не обладающими такими свойствами. При этом необходимо исходить из того, что авторские права, патенты и другие объекты индивидуальной собственности в рамках фирмы могут выступать как структурный актив после их приобретения фирмой у владельцев.
Гносеологические и онтологические концепции структуризации знаний в экономическом отношении определяются тем, что они являются ядром ИК. В общенаучном, философском аспекте знание — проверенный общественно-исторической практикой и удостоверенный логикой результат процесса познания действительности, адекватное её отражение в сознании человека в виде представлений, понятий, суждений, теорий. При этом структура знаний имеет гносеологическую основу в зависимости от природы их формирования — научные, житейские, художественные и др. Вместе с тем имеет основание и онтологический подход к структуризации знания и близких к нему категорий по направлению их использования. В случае ИК для этих целей можно применить понятие «корпоративные знания» в следующем определении: корпоративные знания (КЗ) — совокупность общенаучных и специальных знаний, производственного опыта и навыков, баз знаний и данных, используемых в ИК фирмы для получения экономических и технологических результатов. В общем случае в КЗ следует выделить нормативные знания — руководства по использованию средств и предметов труда, know-how, технологические инструкции и т. п. Другую группу знаний — дескриптивных, образуют общенаучные и специальные знания.
В КЗ можно выделить следующие типы специальных знаний: экономические, математические, отраслевые и технологические знания. При этом общенаучное знание «пронизывает» все виды специальных знаний. Особые свойства экономического знания в ИК заключаются в том, что в отличие от общенаучных, они рассматривает достаточно узкий диапазон искусственных систем и деятельность человека как экономического агента, вместе с тем и по тем же причинам захватывают более широкую область, чем традиционные технологические и отраслевые знания. Сгруппированные по конкретным признакам названных научных и технологических знаний на твёрдых или электронных носителях, они образуют тематические базы знаний (библиотеки).
Гносеологическая структура знаний предусматривает их классификацию по форме как явные и неявные. Явные (explicit) знания — это знания, которые могут быть формализованы и переданы с помощью каких-то символов и средств коммуникации. Неявные (tacit) знания не могут быть однозначно выражены индивидуумом и переданы средствами коммуникации. Неявные знания включают, в частности, «мысленные модели» типа схем восприятия действительности и интерпретации фактов, парадигм, перспектив, верований, производственные навыки, умение общаться и с людьми и заставлять их выполнять свои решения. Вместе с тем, как видно из выявленных семантических и онтологических проблем изучения ИК, необходимо ввести классификацию знаний по содержанию — субстантивные (substantive) и процедурные (procedural). Последнее подразумевает умение адекватно идентифицировать ситуацию и достигать поставленной цели.
Онтологическая структура КЗ определяется практическим контекстом их применения. Сложная многоуровневая структура КЗ обусловила необходимость использования таксономии для классификации и систематизации элементов КЗ. Таксонометрическими признаками являются следующие атрибуты КЗ:
- контекст — включает объединённую группу базовых научных знаний, методологий и методов: общенаучные, экономические и математические, технологические и системные знания;
- цель — включает специальные технологические и экономические знания, а также справочную информацию, используемые при выполнении производственных процессов и для получения конкретных результатов;
- уровень — включает знания, необходимые для решения стратегических, оперативных и повседневных проблем производства.

Полученная таким образом онтологическая структура и описание субстантивных и процедурных КЗ, включаемых в каждую группу, представлены в таблице 2.
| Признаки | Вид                                      | Описание |
| -------- | ---------------------------------------- | --- |
| Контекст | Общенаучные Экономические Математические | Общенаучные законы и методологии. Методы экономического и математического анализа |
|          | Технологические                          | Компетентность, знания технологии, средств и свойств предметов производства |
|          | Системные                                | Умения пользование компьютером и сложной оргтехникой, знание программ для ЭВМ и информационных технологий; знание иностранных языков                                                                                     |
| Цель     | Технологические результаты               | Специализированные знания, обеспечивающие поддержание технологических параметров производства, know-how |
|          | Экономические результаты                 | Специализированные знания в области управления, учёта, маркетинга, обеспечивающие сохранение заданного уровня и достижения экономических показателей производства                                                        |
|          | Справочные данные                        | Субстантивные базы данных, используемых при принятии оперативных и стратегических решений |
| Уровень  | Стратегический                           | Преобладают процедурные знания, связанные с методами прогнозирования, определения направлений и стратегий развития производства, формированием организационных структур                                                  |
|          | Оперативный                              | Знания обеспечивают эффективное производство на краткосрочных временных интервалов. Преобладают процедурные знания, связанные с оптимизацией производственных процессов и решением организационно-экономических вопросов |
|          | Фактический                              | Субстантивные базы данных с описанием передового опыта в отрасли. Производственный опыт и навыки, используемые при решении повседневных производственных вопросов                                                        |

Полученная структуризация множеств интеллектуальных авуаров, составляющих КЗ как факторов производства, позволяет формализовать концептуальную модель функционирования ИК:
где Y — новые стоимости, сгенерированные ИК; Ksij, Kpij — векторы таксонов субстантивных и процедурных знаний.
Таким образом, рассмотренные концепции гносеологической и онтологической структуризации формируют базовую таксономию КЗ и определяют взаимосвязи и контекст их применения для любого уровня детализации моделей и исследований ИК.

## Генезис и типология стоимостей, генерируемых интеллектуальным капиталом
Новые стоимости образуются как следствие взаимодействия интеллектуальных факторов фирмы со средствами и предметами труда. Для теоретического описания этого процесса необходимо структурировать семантику, субстантивные и процедурные знания, и дать экономическую интерпретацию используемых здесь понятий новой стоимости, интеллектуальных факторов и подпроцессов производства новых стоимостей.
Как уже отмечалось, выгода, или стоимость (value, wealth, benefit) — экономическая, социальная или какая-либо иная — на микроуровне чаще всего принимает формы прибыли, ренты, маржи, роста рыночной стоимости фирмы и её активов, конкурентоспособности, снижения трудоёмкости и потребности в рабочей силе и др. Самостоятельной формой стоимости является инновационные результаты научно-технического прогресса как следствие единого взаимообусловленного процесса развития науки и техники. В настоящее время именно этот вид стоимости, производимый, точнее, воспроизводимый интеллектуальным капиталом, является основным гносеологическим и онтологическим объектом и предметом исследований теории экономики, основанной на знаниях. Вместе с тем с экономической точки зрения актуальными являются гносеологические и онтологические исследования прагматического аспекта интеллектуального капитала, связанного с генерированием других форм стоимости.
Интеллектуальная компонента прибыли как разность между доходами и издержками может расти (формировать дополнительную стоимость) как вследствие роста доходов, так и в результате снижения издержек, возникших на основе функционирования интеллектуального капитала.
Доходы могут расти в результате выпуска новых товаров, в том числе нематериальных и интеллектуальных (консалтинг, экологический консалтинг, программы для ЭВМ и т. п.), увеличения объёма продаж, обусловленного, в частности, ростом рынка сбыта, цены, рекламой, совершенствованием каналов сбыта и др.
Издержки связаны с производством и обращением продукции. Издержки производства — постоянные и переменные — определяются расходами материально-технических и трудовых ресурсов, амортизацией основных фондов, расходами на управление и др. Для определения путей их снижения выделяются издержки, связанные с оперативной деятельностью (в краткосрочном периоде) и издержки долгосрочных периодов производства. В краткосрочном периоде реально сокращать переменные затраты на производство и максимизировать эффективность использования ресурсов. Минимизация переменных затрат производства достигается путём нахождения оптимального расхода ресурсов. Обратной оптимизационной задачей является нахождение оптимального объёма производства при заданном количестве ресурсов.
Необходимость и возможность использования закона ограниченной доходности определяется тем, что в соответствии с этим законом после достижения определённой величины расхода ресурса его предельная эффективность (соотношение единицы дополнительных затрат к единице полученного результата) начинает снижаться при прочих равных условиях. Иначе говоря, если использовать новые знания в виде технологического или экономического решения, изменяющего условия применения ресурса, можно передвинуть критическую точку падения эффективности использования ресурса.
Другим источником снижения потенциальных альтернативных (opportunity cost) издержек — является выбор вида наиболее эффективного производства для вложения имеющихся средств. Это своего рода аналог обратной оптимизационной задачи по определению объёма производства при заданном количестве ресурсов, но уже на качественном уровне и на долгосрочном интервале принятия решений. Альтернативные издержки обычно рассматриваются как «упущенная выгода» и связываются с принятием решения о виде производства.
Перечисленные выше формы издержек приняты в теории и практике рыночной экономики как категории фактических (бухгалтерских) и экономических, в том числе альтернативных (вменённых) издержек и являются результатом управленческого решения. Вместе с тем, следует выделить и ситуации с принятием решений о количестве использования ресурсов, технологии и объёмах производства, которые также могут приводить к дополнительным (неоптимальным) издержкам по сравнению с альтернативным вариантом. При этом, если альтернативные издержки и их расчёт носят вероятностный характер, то расчёт дополнительных издержек в большинстве случаев происходит в условиях определённости и даёт однозначный результат.
Формирование альтернативных издержек как упущенной выгоды и неоптимальных издержек как результата неоптимальных расходов ресурса или объёмов производства связано с непрофессионализмом или в общем случае — с неадекватным менеджментом, то есть с использованием методов принятия управленческих решений, неадекватных условиям производства. Природа неадекватного менеджмента обусловлена генезисом управленческой парадигмы. В целом эта категория издержек имеет институциональную природу и может быть определена как оппортунистические издержки производства. В общем случае эти издержки возникают при отсутствии данных (субстантивные причины) или из-за неумения или нежелания использовать адекватные методы их интерпретации (процедурные причины). При отсутствии механизма обратной связи или организационных структур, контролирующих эффективность принимаемых решений, такая форма неадекватного менеджмента становится институциональной ловушкой — неэффективной, но устойчивой нормой поведения.
Оппортунистические издержки производства проявляется как на макро-, так и на микроуровне. Непродуманная схема движения бюджетных средств приводит к потерям как в процессе движения (например, возможность присвоения на основе фальшивого авизо), так и при использовании — нецелевом (в том числе при присваивании) или неэффективном из-за отсутствия механизма их трансформации. Необоснованный рост объёмов производства может привести к проблемам сбыта и перепроизводства в целом. Фермер, имея тракторы К-701 и ДТ-75, не применяя методы оценки экономической эффективности (оптимизации) альтернатив, может принять решение использовать на вспашке трактор К-701, что приведёт к дополнительным издержкам по сравнению с решением в пользу трактора ДТ-75, при применении которого удельные издержки меньше.
Трансакционные издержки обращения являются центральной категорией новой институциональной экономики и связаны с проведением сделок в условиях рынка. Эффективность экономических связей определяется обычно пятью типами трансакционных издержек:
- издержки, связанные с поиском информации о рынках и складывающихся на них условиях движения товаров и услуг;
- издержки по определению условий и оформлению сделок;
- издержки по выявлению качества товаров, затрат на разработку системы стандартов, на охрану фирменных знаков и т. п.;
- издержки по защите правового режима с помощью юридической системы;
- потери за счёт необдуманного (оппортунистического) поведения на рынке.

По своей природе эти издержки формируют две группы — координации и мотивации. Трансакционные издержки, связанные с координацией, включают в себя те ресурсы, которые продавцы расходуют на проведение исследования рынков с тем, чтобы определить вкусы покупателей, расходы на рекламу и маркетинг с целью информирования покупателей о данном товаре или услуге и на выработку административных решений, определяющих цены, по которым будут реализовываться товары и услуги. Со стороны покупателей к этим издержкам относятся затраты времени на поиск поставщиков и оптимальных цен. Ещё одна, менее очевидная разновидность трансакционных издержек — это упущенные выгоды, не реализованные из-за несовершенства контрактов между продавцами и покупателями и срыва вследствие этого выгодных сделок.
К трансакционным издержкам, связанным с проблемой мотивации, в первую очередь относятся две разновидности издержек. Одну из них составляют издержки, связанные с неполнотой и асимметрией информации — ситуациями, в которых участники потенциальной или действительной сделки не располагают всей информацией, необходимой для определения взаимоприемлемых условий соглашения и для проверки их выполнения. Другая разновидность трансакционных издержек возникает в тех случаях, когда имеет место недостоверность обязательств — неспособность сторон гарантировать выполнение ими своих угроз и обещаний, от выполнения которых они впоследствии могут отказаться. Ввиду этого предусмотрительные люди не станут принимать их в расчёт, и снова возникает ситуация, когда либо упускаются возможности для совершения выгодных сделок, либо необходимо затрачивать ресурсы на обеспечение гарантий от необдуманных сделок (оппортунизма).
Административная рента как форма стоимости с позиций ИК, рассматривается в данной работе в качестве результата лоббирования интересов владельцев и менеджеров фирмы во властных структурах и формируется за счёт получения выгодных условий производства и сбыта. Источник ренты в терминах ИК — личные знакомства и связи представителей фирмы в структурах власти. Маржа определяется разностью между ценой покупки и продажи ценных бумаг и товаров. Приращение рыночной стоимости фирмы происходит за счёт роста ликвидности её материальных и нематериальных активов ИК и доходности. Потенциал конкурентоспособности по существу является атрибутом, рост которого сопровождает получение остальных форм стоимости. В данной работе конкурентоспособность как самостоятельная форма стоимости рассматривается для ситуации принятия стратегических решений, когда другие формы стоимости менее выражены в результатах хозяйственной деятельности.
Анализ структуры форм стоимости, генерируемой ИК, позволяет использовать ещё один таксонометрический признак бинарной классификации совокупности форм результатов применения ИК — качество. Качество выгоды (новой стоимости) может быть положительным и отрицательным (к последним относятся в том числе и оппортунистические издержки). В результате оппортунистического поведения экономических агентов могут снижаться прибыль и рыночная стоимость фирмы. Поэтому природа возникновения оппортунистических издержек должна также быть объектом гносеологических и онтологических исследований интеллектуального капитала.
Сопоставление теоретических моделей, описывающих семантическую и экономическую природу новых стоимостей, генерируемых ИК, и интеллектуальных факторов позволяет сформировать систему, отражающую структурные связи этих подсистем (табл. 3).
| Формы стоимостей                    |                                                                                         | Управленческие и технологические решения | | Интеллектуальные факторы |
| ----------------------------------- | --------------------------------------------------------------------------------------- | --- | --- | --- |
|                                     | вид                                                                                     | результат | вид | форма |
| Инновационные результаты НТП        | Инновационные                                                                           | Социальный: приращение знаний, охрана здоровья и окружающей среды, образование. Технологический: технологии, вещества, техника. Экономический: производительность, предметы и средства труда, отрасли производства, товары и услуги. | Корпоративные знания Структурные и рыночные активы и авуары | Общенаучные знания Технологические знания Ноу-хау Базы данных Программы для ЭВМ Информационные технологии |
| Интеллектуальная компонента прибыли | Инновационные Производственные долгосрочные Производственные оперативные Трансакционные | Маркетинговый: товар, цена, реклама, каналы и рынки сбыта. Технологический: технологии, средства производства Оптимизация постоянных издержек и объёмов производства Минимизация альтернативных издержек Оптимизация переменных издержек и объёмов производства. Максимизация эффективности использования ресурсов. Снижение трансакционных издержек обращения. | Корпоративные знания Структурные и рыночные активы и авуары Корпоративные знания, структурные активы Корпоративные знания, рыночные активы и авуары, структурные активы | Общенаучные знания, технологические знания, ноу-хау, базы данных, программы для ЭВМ, информационные технологии Экономические знания, математические знания, базы данных, программы для ЭВМ Базы данных Информационные технологии |
| Административная рента ИК           | Лоббирование                                                                            | Получение ренты | Человеческие и рыночные авуары | Личные связи Компетенция Ноу-хау |
| Маржа                               | Спекуляции на биржах и перепродажах                                                     | Маржа | Рыночные активы и авуары Структурные активы | Финансовые активы Ноу-хау Компетенция Информационные технологии |
| Приращение рыночной стоимости фирмы | Капитализация активов ИК                                                                | Рыночная стоимость фирмы | Корпоративные знания Рыночные и структурные активы | Экономические знания Рыночные и структурные активы |
| Потенциал конкурентоспособности     | Стратегические                                                                          | Оптимальные стратегии производства и реализации продукции | Корпоративные знания Структурные активы | Общенаучные и экономические знания Базы данных Программы для ЭВМ |